# Bonzac
Bonzac ist eine südwestfranzösische Gemeinde mit 802 Einwohnern (Stand: 1. Januar 2022) im Département Gironde in der Region Nouvelle-Aquitaine. Die Gemeinde gehört zum Arrondissement Libourne und zum Kanton Le Nord-Libournais. Die Einwohner werden Bonzacais genannt.

## Lage
Bonzac liegt etwa 34 Kilometer nordöstlich von Bordeaux. Der Fluss Isle bildet die östliche und südliche Gemeindegrenze. Umgeben wird Bonzac von den Nachbargemeinden Saint-Martin-de-Laye im Norden, Sablons im Osten und Nordosten, Saint-Denis-de-Pile im Süden und Osten, Savignac-de-l’Isle im Südwesten sowie Saint-Martin-du-Bois im Westen und Nordwesten.

## Bevölkerungsentwicklung
| Jahr                       | 1962 | 1968 | 1975 | 1982 | 1990 | 1999 | 2006 | 2018 |
| Einwohner                  | 332  | 303  | 349  | 515  | 618  | 623  | 661  | 745  |
| Quellen: Cassini und INSEE |      |      |      |      |      |      |      |      |

## Sehenswürdigkeiten
- Kirche Saint-Genès
- Rathaus aus dem 19. Jahrhundert mit dem früheren Turm einer Windmühle
- Schloss Richon aus dem 15. Jahrhundert
- Schloss L’Arc aus dem 18. Jahrhundert
- Schloss Lagrave aus dem 19. Jahrhundert
- Schloss La Madeleine aus dem 19. Jahrhundert
- Schloss Trincaud
- Schloss Montfavrier aus dem 17. Jahrhundert
- Schloss Chevalier aus dem 19. Jahrhundert

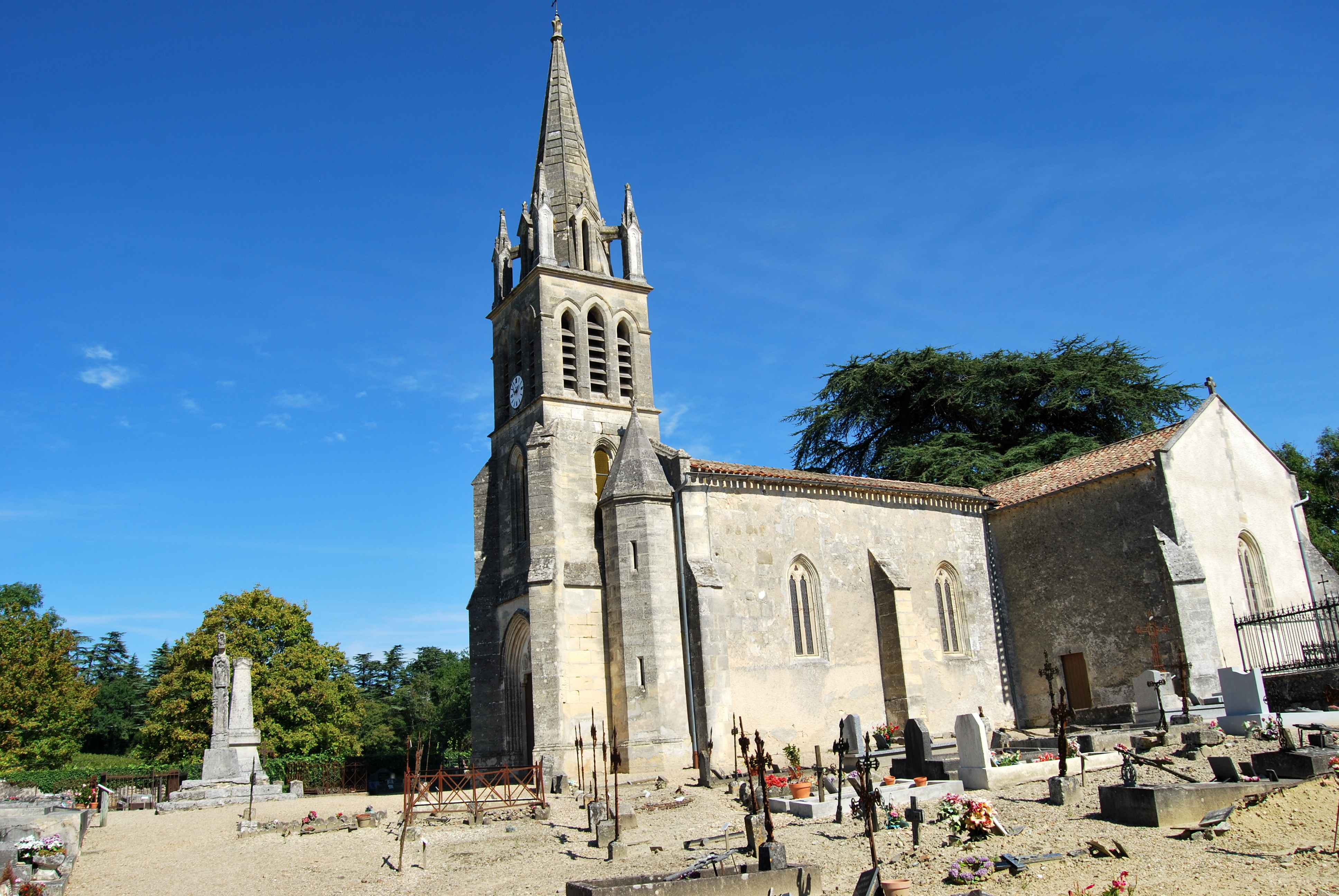
Kirche Saint-Genès

## Persönlichkeiten
- Élie Decazes (1780–1860), Staatsmann, in Bonzac begraben
- Jacques B. Hess (1926–2011), Musikwissenschaftler

## Trivia
Im und um das Schloss Trincaud wurden Aufnahmen für den Film Thérèse gefertigt.